# STS-65
La STS-65 è una missione spaziale del Programma Space Shuttle.

## Equipaggio
- Robert D. Cabana (3) - Comandante
- James D. Halsell (1) - Pilota
- Richard J. Hieb (3) - Specialista di missione
- Carl E. Walz (2) - Specialista di missione
- Leroy Chiao (1) - Specialista di missione
- Donald A. Thomas (1) - Specialista di missione
- Chiaki Naito-Mukai (1) - Specialista del carico

Tra parentesi il numero di voli spaziali completati da ogni membro dell'equipaggio, inclusa questa missione.

## Parametri della missione
- Massa: 10.811 kg
- Perigeo: 300 km
- Apogeo: 304 km
- Inclinazione orbitale: 28.4°
- Periodo: 1 ora, 30 minuti, 30 secondi